# 甲府徳川家
甲府徳川家（こうふとくがわけ）は、江戸時代前期に存在した大名家。甲府宰相家、甲府家とも。甲斐国甲府藩主家（甲府城主）。石高は25万石（後に35万石）。江戸幕府3代将軍・徳川家光の三男・綱重を初代とする親藩で、綱重の子・綱豊が5代将軍・徳川綱吉の世子となるまでの2代続いた。官位が正三位・左馬頭であったことから、右馬頭に任じられた館林徳川家と並び、御両典（「典」は典厩、すなわち左馬頭の唐名）として、御三家の尾張徳川家、紀州徳川家に次ぎ、水戸徳川家をやや上回る高い家格をもっていた。

## 近世甲斐国と甲府徳川家の成立
近世甲斐国は、天正10年（1582年）に武田氏滅亡と直後の本能寺の変により無主状態となり、天正壬午の乱を経て徳川家康の支配下に入った。その後、豊臣政権下での豊臣系大名の配置を経て、慶長5年（1600年）の関ヶ原の戦いの後、甲斐国は江戸幕府領となる。甲斐支配は甲府城代や四奉行・初期代官により行われ、慶長8年（1603年）には家康の子・五郎太（徳川義直）が、元和2年（1616年）には将軍秀忠の子である忠長が甲斐を拝領したが、いずれも自身は在国せず城代・代官衆によって在地支配が行われた。寛永9年（1632年）に忠長が改易されると、甲斐は城番制（第二次甲府城番制）による支配となる。
慶安4年（1651年）、徳川綱重（左馬助）の兄・家綱が江戸幕府4代将軍に就任すると、綱重は弟の綱吉（右馬助）とともに6か国から都合15万石の厨領を拝領し、この中に甲斐の所領が含まれる。寛文元年（1661年）に綱重は10万石を加増され、甲府城を城地に拝領し、甲府藩が立藩された。ここに甲府徳川家は独立した大名となる。
ただし、綱重自身は甲府に在国したことはなく、江戸桜田邸に居住したので「桜田殿」と通称された。甲府徳川家の甲斐支配は、家老衆に城番制時代の代官衆を加えて行われていた。綱重と綱吉は常に同等の加増や叙位叙任を経ており、綱重の甲府徳川家は綱吉の館林徳川家とともに御両典（「典」は典厩、すなわち左馬頭の唐名）として、御三家の尾張徳川家、紀州徳川家に次ぐ高い家格をもっていた。

## 甲府徳川家の所領と石高

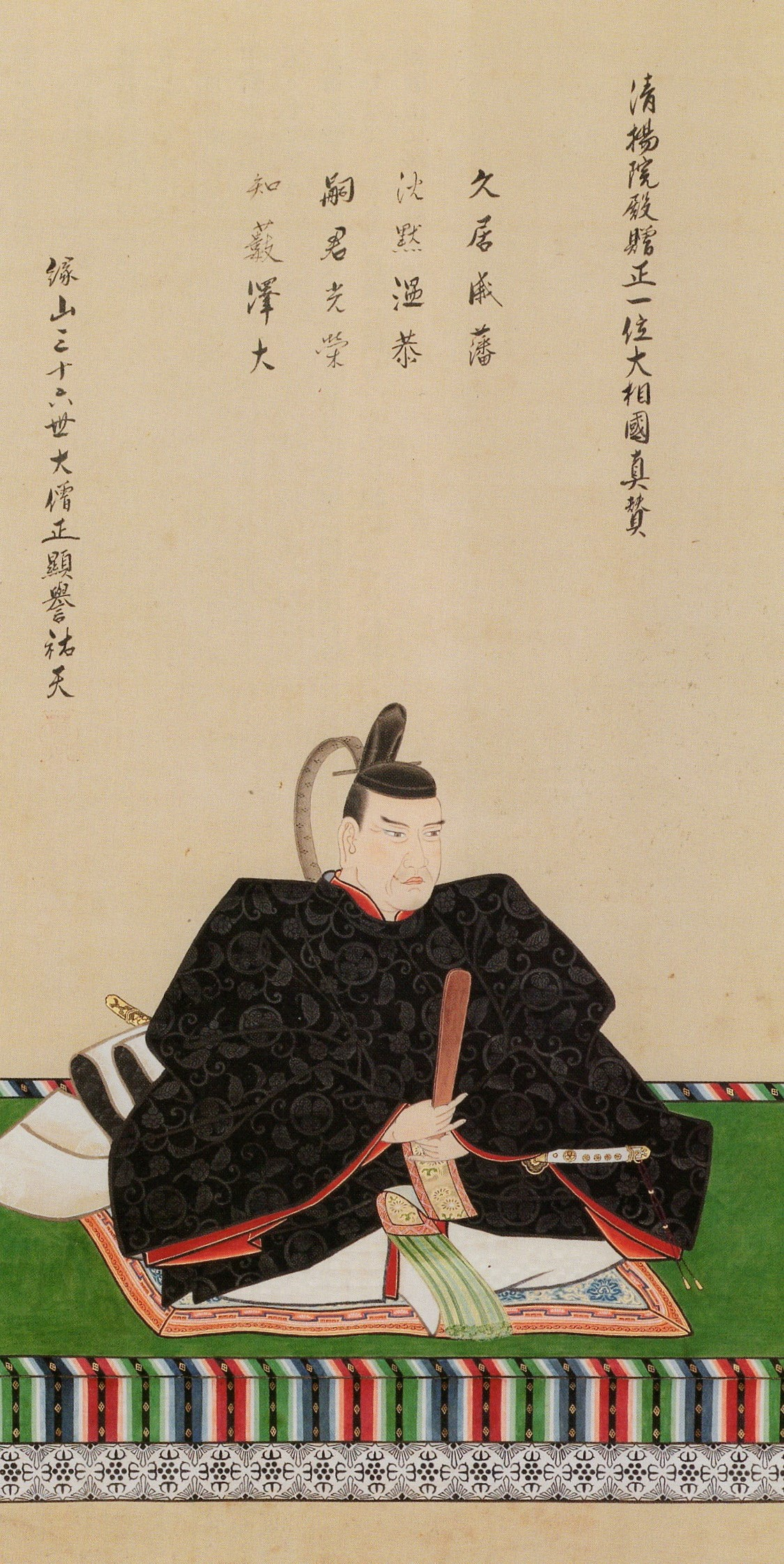
徳川綱重

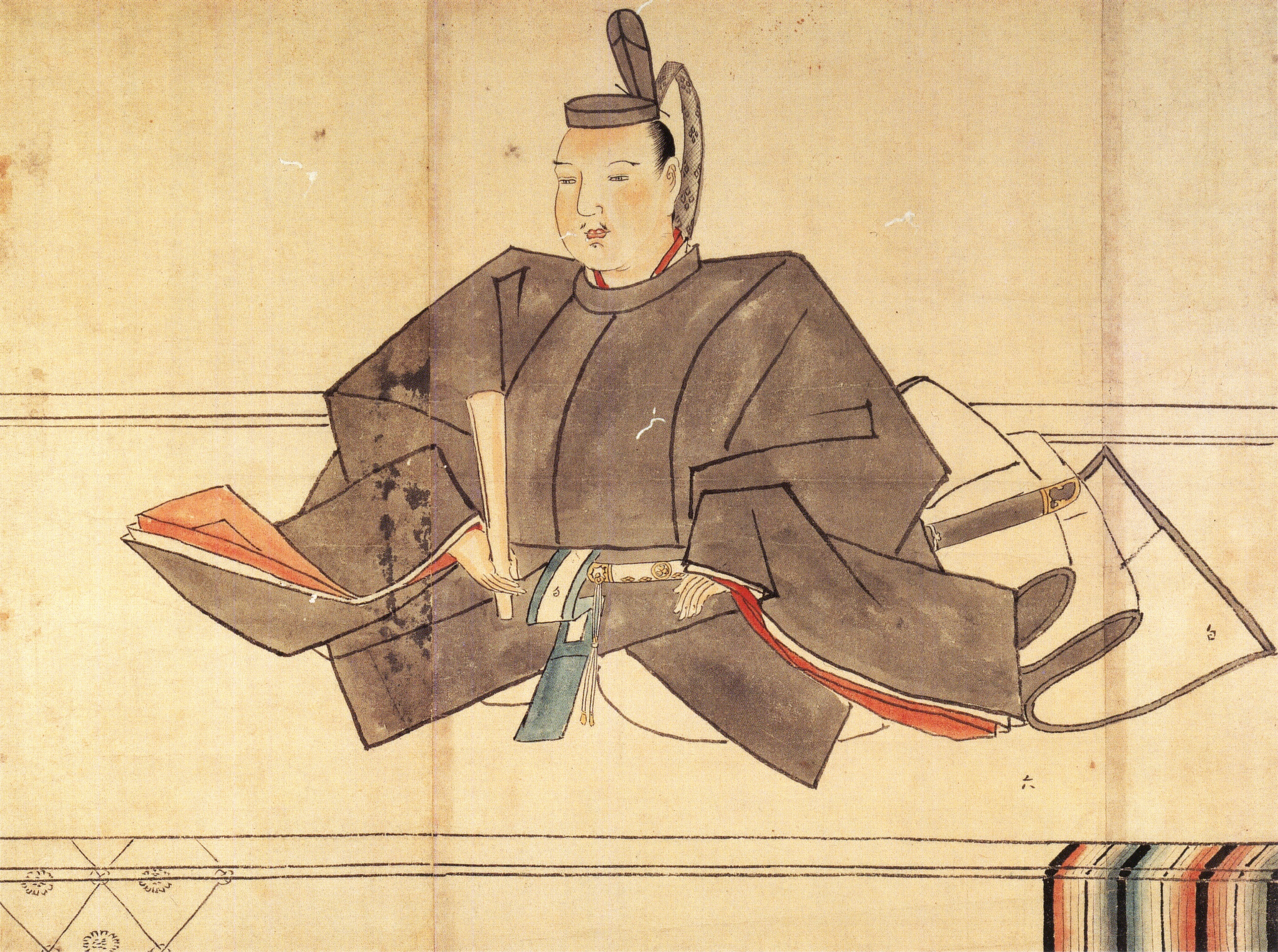
徳川家宣（綱豊）

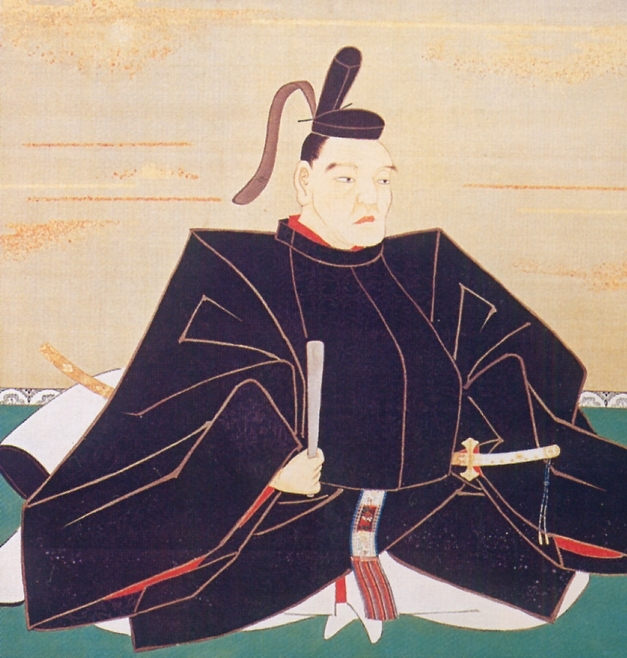
柳沢吉保

「甲府殿御領地割」（『山梨県史』資料編8近世1領主 - 645号）によれば、綱重領の内訳は府中領として甲斐巨摩郡・山梨郡の14万石5000石、江戸屋敷地近郊で保持する鷹場のあった武蔵国羽生3万1000石のほか、駿河国に6000石、近江国に3万石、信濃国に3万7000石の飛び地があり、これら賄い領を合わせて都合25万石であった。
また、甲斐国には中世以来の土豪的性格を維持する旗本領が散在していたが、寛文元年に甲斐の旗本領は上知され、旗本らは関東各国に分散され、居館も取り払われた。これは、幕府による旗本の自立的性格を否定することを意図したものと考えられている。

## 甲府徳川家の廃絶
延宝6年（1678年）に綱重が死去すると、綱重長男の綱豊が2代当主となる。綱豊も綱重と同様に甲府に赴くことはなく、御浜御殿に居住した。宝永元年（1704年）、綱豊は男子のない5代将軍徳川綱吉の世子となり、家宣と改名して江戸城西の丸に入った（綱吉没後に6代将軍となる）。ここに甲府徳川家は、当主が一度も国入りしないまま2代で廃家となり、甲府徳川家の家臣団は幕臣として再編成された。入れ替わりに甲府には、綱吉の寵臣で大老格の柳沢吉保が15万石で入っている。一方、家宣の実弟である松平清武は、家宣が将軍世子となった3年後の宝永4年（1707年）に大名に取り立てられるが、2万4000石で入部したのは甲府ではなく綱吉の旧領である館林だった。この越智松平家は、幾度かの転封を経て石見浜田藩主となり、明治維新まで続いている。

## 甲府徳川家の家臣団と施策

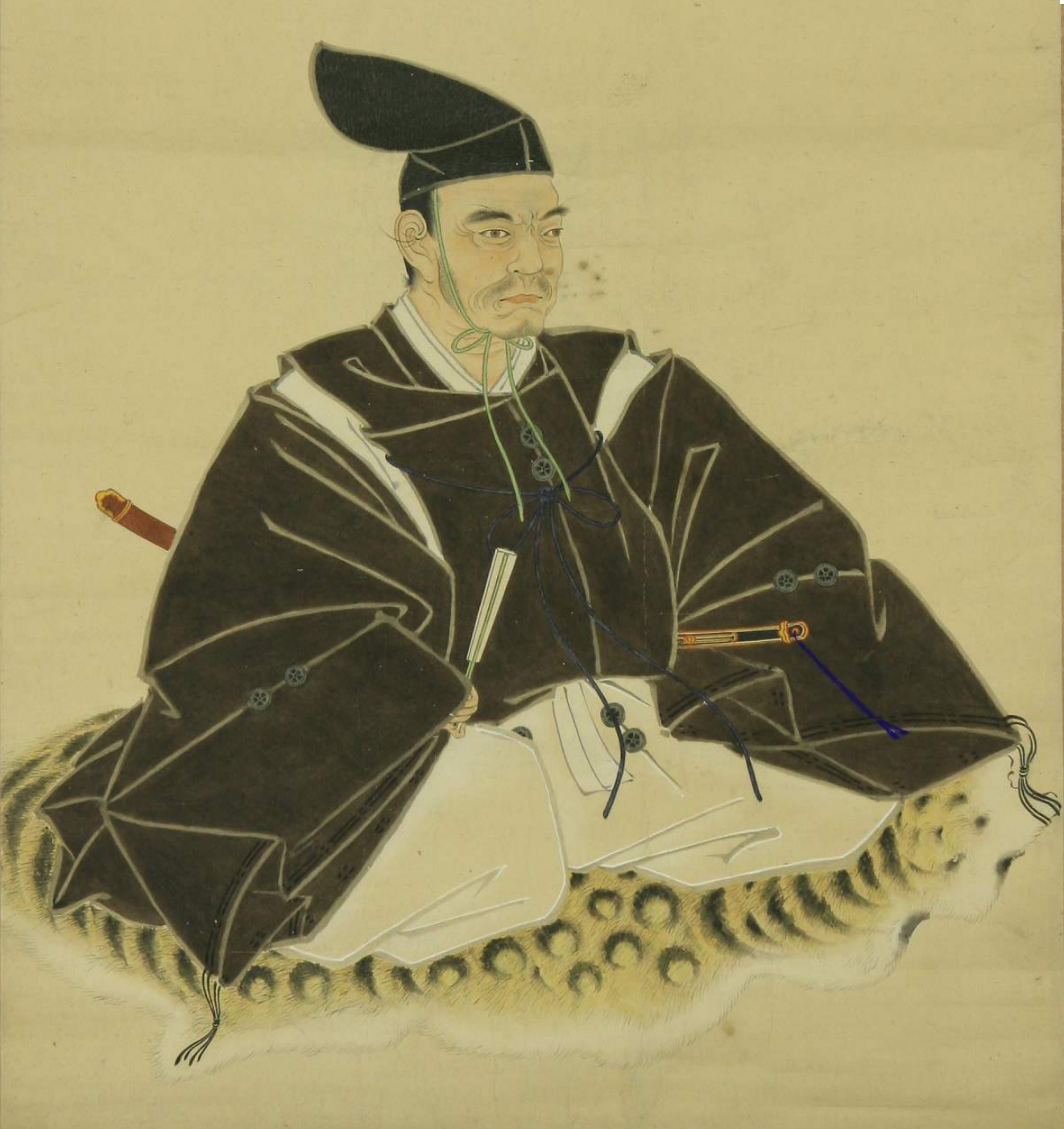
新井白石

甲府徳川家の家臣団には間部詮房や新井白石らがおり、書上には元禄8年9月『甲府様御人衆中分限帳』、元禄16年8月宝永元年12月推定『甲府殿御分限帳』、田安徳川家所蔵『甲府黄門侍郎様臣下録』などがある。
甲府徳川家家臣団には内部紛争が多く、寛文元年（1670年）には、家老職の大田吉成（壱岐守）・島田時郷（淡路守）両名が綱豊継嗣を排除して綱重乱心を訴える綱豊継嗣事件が発生しており、大田・島田両名は家老職を解任され毛利家に預りとなっている。
甲府徳川家による甲府藩政期には、寛文4年（1664年）から元禄年間に検地が実施されているが、甲府徳川家は課税強化を行い延宝2年（1674年）には甲府城番と代官側の抗争も発生している。万治元年（1660年）1月の甲府城下での大火後の復旧や甲府上水の整備、徳島堰をはじめ朝尾堰・楯無堰など用水堰の開鑿による新田開発が実施された。

## 関係資料
甲府徳川家に関する家政・藩政史料などの文書群や日記類は、綱豊の将軍就任に伴い幕府へ移管されたものと考えられており、その大半の所在は不明であるが、部分的に山梨県内や国立公文書館内閣文庫に残されている。
甲府徳川家に関する日記類は、享和3年（1803年）に勘定奉行中川忠英による筆写の「甲府日記」が部分的に伝存している他『甲府御館記』・『人見私記』などがあり。江戸城の紅葉山文庫には『桜田御殿日記』468冊が架蔵されていたと言われるが、その後江戸城は幾度かの火災に見舞われており、今日その原本の所在や実在は不明となっている。

## 歴代当主
1. 徳川綱重
2. 徳川綱豊（家宣）（徳川将軍家の世子に迎えられたため廃絶）